# 青泥窪橋
青泥窪橋（チンニーワーチャオ、簡体字: 青泥洼桥、Qīngníwāqiáo）は、遼寧省大連市中山区の大連駅近くに広がる繁華街のこと。マイカルなどの大型百貨店やショッピングモールが林立する。また、駅前に広がる勝利広場の地下には地下3層構造のショッピング街（地下商城）がある。勝利広場の南側には歩行者天国になっているところが多い。日本語での通称は「あおどろ」で、「せいでいわきょう」と呼ぶ人はいない。

## 由来
古くは三山浦といわれていた小さな漁村であったが、  この地には上質な黒い泥（青泥）が取れた。周辺の漁民が家を建てるためにこの青泥を掘り起こしたため、しだいに窪地となり、このため青泥窪と呼ばれるようになったという伝承が残る。現在の青泥窪橋という呼称はロシア統治時代に橋をかけたことが由来である。

## 大型百貨店
大連商場、秋林女店（1935年建築の旧大連三越、2002年大連市重点保護建築指定）、マイカル商場（麦凱楽、マイカルの合弁先の大連商場が買収、MYCALではなくMYKALとなる）、百年城｛太平洋百貨｝などがある。少し離れて、友誼商城、新世界百貨、天百百貨、久光百貨店などがあり、カルフール（家楽福）の出店も計画されている。

## ホテル
- 大連中山大酒店
- スイスホテル
- ケンピンスキーホテル
- ラマダホテル
- インターコンチネンタルホテル(2008年オープン)

少し離れて、
- 日航ホテル
- シャングリラホテル
- フラマホテル